# Oxyopes sexmaculatus
Oxyopes sexmaculatus là một loài nhện trong họ Oxyopidae.
Loài này thuộc chi Oxyopes. Oxyopes sexmaculatus được Cândido Firmino de Mello-Leitão miêu tả năm 1929.